# 陈栅子镇
陈栅子镇，原名陈栅子乡，是中华人民共和国河北省承德市双滦区下辖的一个乡镇级行政单位。2021年3月撤乡设镇。

## 行政区划
陈栅子镇下辖以下地区：
陈栅子村、化育沟村、太阳沟村、二兴营村、南塔子沟村、娘娘沟村、河南营村、南山根村、大栅子村和黄梁村。